# Mark Gerrard
Pour les articles homonymes, voir Gerrard.

a Compétitions nationales et continentales officielles uniquement.

b Matchs officiels uniquement.
Dernière mise à jour le 28 octobre 2018.
Mark Gerrard, né le 4 septembre 1982 à Sydney (Australie), est un joueur de rugby à XV international australien évoluant aux essentiellement postes de arrière ou ailier, et pouvant également dépanner aux postes de centre et de demi d'ouverture. Il mesure 1,91 m pour 98 kg.

## Carrière

### En club et franchise
- 2015-2018 : Warringah (Shute Shield)  Australie
- 2013-2018 : Toyota Industries Shuttles (Top League)  Japon
- 2011-2012 : Melbourne Rebels (Super Rugby)  Australie
- 2010-2011 : NTT Shining Arcs (Top League)  Japon
- 2003-2009 : Brumbies (Super Rugby)  Australie
- 2001-2002 : Waratahs (Super Rugby)  Australie

En 2018, après l’arrêt de sa carrière de joueur, il devient entraîneur en chef de son ancienne équipe de Warringah en Shute Shield.

### En équipe nationale
Il a joué avec l’équipe d'Australie des moins de 19 ans en 2000, puis pendant 3 ans avec l’équipe des moins de 21 ans. Il a disputé aussi deux matchs avec l’équipe A d'Australie en 2003.
Il a eu sa première cape internationale le 25 juin 2005, à l’occasion d’un match contre l'équipe d'Italie.

## Palmarès

### En club
- 106 matchs de Super Rugby avec les Waratahs, Brumbies et les Rebels (311 points, 28 essais, 30 pénalités, 1 drop, 39 transformations)

- Vainqueur du Super 12 en 2004

### En équipe nationale
- 23 sélections avec l'équipe d'Australie
- 45 points (9 essais).
- Sélections par année : 7 en 2005, 11 en 2006, 5 en 2007 et 1 en 2011.